# Xu Pei
Xu Pei (chinesisch 徐沛, Pinyin Xú Pèi; * 1966 in Kangding, Volksrepublik China) ist eine chinesisch-deutsche Schriftstellerin, Lyrikerin und Aktivistin für Menschenrechte. Sie lebt seit Ende der 1980er-Jahre in Deutschland im Exil und besitzt inzwischen die deutsche Staatsbürgerschaft.

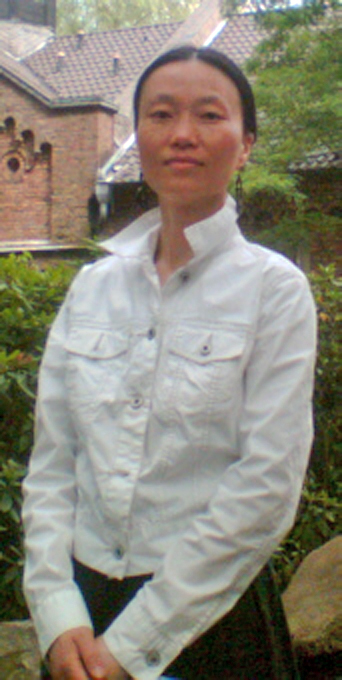
Xu Pei (2006)

## Leben
Xu Peis Eltern, die dem kommunistischen Regime treu sind, und ihre vier Brüder leben in China, wo auch Xu bei ihrer Familie aufwuchs. Erst später in Deutschland erfuhr Xu Pei vom Dalai Lama, dass ihr Geburtsort Kangding in Tibet liegt. Sie studierte von 1983 bis 1987 Deutsche Sprache an der Fremdsprachenhochschule in Sichuan, der Sichuan International Studies University. Danach arbeitete sie als Fremdenführerin für deutsche Besuchergruppen.
Pei kam Ende 1988 nach Deutschland und studierte von 1989 bis 1992 Germanistik und Philosophie an der Heinrich-Heine-Universität in Düsseldorf. 1996 promovierte sie dort in Germanistik.
Sie begann nach dem Pekinger Massaker am 4. Juni 1989 sowohl in Chinesisch als auch in Deutsch zu veröffentlichen. Ihre Gedichtbände wurden von bekannten deutschen Künstlern wie Jörg Immendorff (Affenkönig), Georg Baselitz (Lotusfüße) und Markus Lüpertz (Täglich reitet der Herzog aus) illustriert.
Xu erhielt mehrere Förderungen, unter anderem Arbeitsstipendien für Literatur der Stadt Düsseldorf (1991) und vom Kultusministerium des Landes Nordrhein-Westfalen (1993) sowie ein Heinrich-Heine-Stipendium in Lüneburg (2000).
Seit 2002 setzt sie sich in zahlreichen Aufsätzen, Reden, Veröffentlichungen in Printmedien, Rundfunk- und Fernsehbeiträgen sowie insbesondere auch im Internet für in China verfolgte Personen und Gruppen ein. Unter anderem engagiert sie sich für die neue religiöse Bewegung Falun Gong, ihre verhafteten Schriftstellerkollegen wie zum Beispiel Huang Jinqiu (黄金秋) und Zhang Lin (张林) sowie für die Tibeter. Nach eigenen Aussagen möchte sie nicht nach China zurückkehren, bevor die kommunistische Regierung Chinas zusammenbricht.
Kritiker bezeichneten die Menschenrechtlerin als „Politaktivistin“, weil sie zum Teil durch spektakuläre Handlungen auf Menschenrechtsverletzungen in der Volksrepublik China aufmerksam macht. Ein Beispiel dafür ist ihr Protest gegen diesen Staat als Gastland der Frankfurter Buchmesse im Oktober 2009, als sie sich am Stand der Gesellschaft für bedrohte Völker in einem Käfig aufhielt.
Xu Pei ist seit 2004 im Besitz der deutschen Staatsbürgerschaft. Sie lebt und arbeitet in Köln.

## Werke
Deutschsprachige Veröffentlichungen
- Täglich reitet der Herzog aus. Mit Illustrationen von Markus Lüpertz. Grupello, Düsseldorf 1993, ISBN 3-928234-10-2.
- Frauenbilder der Romantik. Sophie Mereau-Brentano, Karoline von Günderrode, Annette von Droste-Hülshoff, Clemens Brentano, Joseph von Eichendorff, Heinrich Heine. Grupello, Düsseldorf 1997, ISBN 3-928234-57-9. (Zugleich: Düsseldorf, Univ., Diss., 1996).
- Lotusfüße. Gedichte. Mit Radierungen von Georg Baselitz. Grupello, Düsseldorf 2001, ISBN 3-933749-43-3.
- Affenkönig. Radierungen von Jörg Immendorff. Grupello, Düsseldorf 2002.
- Schneefrau. Gedichte. Mit Radierungen von Per Kirkeby. Grupello, Düsseldorf 2003, ISBN 3-89978-005-1.
- Himmelsauge. Gedichte.  Ed. XIM Virgines, Düsseldorf 2008, ISBN 978-3-934268-55-5.
- Der weite Weg des Mädchens Hong. Ch. Schroer, Lindlar 2013, ISBN 978-3-95445-015-2.

## Filmdokumente
- Martin Blachmann: Die Exil-Chinesin. WDR-Reportage vom 22. Juni 2008 (YouTube)